# Fédération des travailleurs et travailleuses du Québec
Pour les articles homonymes, voir FTQ.
La Fédération des travailleurs et travailleuses du Québec (FTQ) est une organisation syndicale du Québec qui regroupe des sections locales de syndicats nationaux (canadiens) et internationaux (relevant d'unions américaines) établies au Québec. Avec près de 600 000 membres, c'est le plus important regroupement syndical au Québec. Depuis une entente qualifiée de souveraineté-association conclue au début des années 1990, la FTQ exerce au Québec les droits et prérogatives du Congrès du travail du Canada (CTC) avec lequel elle est affiliée.
Historiquement, la FTQ a été le pendant québécois du Congrès du travail du Canada, de l'AFL-CIO, et des organisations qui les précèdent. Née de la fusion de Fédération provinciale du travail du Québec (FPTQ) et la Fédération des unions industrielles du Québec (FUIQ) en 1957, la FTQ s'est développée rapidement après la Révolution tranquille, dans le contexte de réforme des lois du travail, sous la présidence de Louis Laberge de 1964 à 1991. La FTQ regroupe aujourd'hui plus d'une trentaine de syndicats affiliés, 17 conseils régionaux et près de 5 000 locaux. Sa présidente actuelle est Magali Picard, faisant d'elle la première femme présidente de la FTQ ainsi que la première présidente membre d'une Première Nation. Son secrétaire général est Denis Bolduc.
Parmi les plus grands syndicats ayant des locaux affiliés à la FTQ, on compte le SCFP, la FTQ-Construction, le Syndicats des Métallos, Unifor Québec, les TUACs, les Teamsters, l'AFPC et le SQEES-298. La FTQ est l'instigatrice du plus grand fonds de travailleurs du Québec, le Fonds de solidarité FTQ ayant des actifs de 13,7 milliards de $ et comptant plus de 645 664 actionnaires-propriétaires.

## Histoire

### Contexte de création

Fusions syndicales américaines et canadiennes ayant entraîné la création de la Fédération des travailleurs du Québec

La création de la FTQ est le résultat de la fin du conflit entre les deux grandes centrales américaines l'American Federation of Labor (AFL) et le Congress of Industrial Organizations (CIO) et leurs pendants canadiens le Congrès des métiers et du travail du Canada (CMTC) et le Congrès canadien du travail (CCT). Au début des années 1950, l'union des deux grandes centrales syndicales américaines devient une priorité. L'AFL et le CIO souhaitent mettre leur énergie dans l'organisation des travailleurs non syndiqués plutôt que dans des campagnes de maraudage coûteuses.
L'AFL compte depuis 1937 une fédération affiliée au Québec, la Fédération  provinciale  du  travail  (FPTQ) qui est la section québécoise du Congrès des métiers et du travail du Canada (CMTC). Pour leur part, les travailleuses et travailleurs québécois affiliés au CCT/CIO ne sont pas regroupés sous une même fédération au Québec. Dans l'éventualité d'un négociation avec la FPTQ, la Fédération des unions industrielles du Québec (FUIQ) voit le jour les 6 et 7 décembre 1952 lors d'une rencontre de 250 délégués représentant 50 000 membres du CCT/CIO au Québec. La nouvelle organisation compte entre 30 000 et 35 000 membres. Elle est présidée par le membre des Métallos Romuald Lamoureux.
En 1954, l'AFL et le CIO concluent un pacte de non-maraudage; les pendant canadiens des deux organisations, le Congrès des métiers et du travail du Canada (CMTC) et Congrès canadien du travail (CCT) concluent une entente similaire l'année suivante. La fusion de l'AFL et de la CIO est réalisée en décembre 1955 ; la fusion du CMTC et du CCT survient en avril 1956. En octobre 1956, le 19e congrès de la  Fédération  provinciale  du  travail  (FPTQ) dans la ville de Québec ratifie à l'unanimité la constitution et l'accord de fusion avec la FUIQ pour la formation de la nouvelle FTQ. La FUIQ adopte l'accord de fusion et la nouvelle constitution à son congrès les 13 et 14 février 1957.

### Fondation de la FTQ et la Révolution tranquille
Le congrès de fondation de la FTQ se tient les 15 et 16 février 1957 au Château Frontenac dans la ville de Québec. Il entraîne la fusion de la Fédération provinciale du travail du Québec avec la Fédération des unions industrielles du Québec. Roger Provost devient le premier président de la FTQ. Les syndicats internationaux au Québec, majoritairement affiliés au CTC, ne s'affilient pas immédiatement à la FTQ, environ 40 % d'entre eux, soit près de 102 000 membres, s'affilient à la nouvelle centrale québécoise. Parmi les premiers syndicats affiliés à la FTQ on compte les Métallurgistes unis d'Amérique, l'Association internationale des machinistes, la Fraternité internationale des travailleurs des industries des pâtes et papiers et l'Union internationale des ouvriers du vêtement pour dames.
La fusion du CMTC et du CCT et création du CTC et de la FTQ amènent avec eux toute une refonte du mouvement syndical québécois. Les répercussions sont ressenties partout au Québec et plus particulièrement dans la petite ville minière de Murdochville en Gaspésie. Les mineurs de la Gaspé Copper voient ces changements comme une occasion de rejoindre les Métallurgistes Unis d'Amérique ou Métallos, un puissant syndicat nord-américain affilié au CTC et à la FTQ. Avec leur convention collective venant à échéance, les mineurs décident de dissoudre leur ancien syndicat et de créer une section des Métallos. Après avoir mené une campagne de recrutement fructueuse et avoir soumis une demande d'accréditation à la Commission des relations ouvrières, les mineurs se heurtent à l'opposition unilatérale de la Gaspé Copper. Le 8 mars, la mine congédie le président du syndicat et une centaine d'autres travailleurs impliqués dans l'organisation syndicale. Le 10 mars 1957, les mineurs déclenchent la grève de Murdochville, une grève « illégale » qui durera 7 mois.

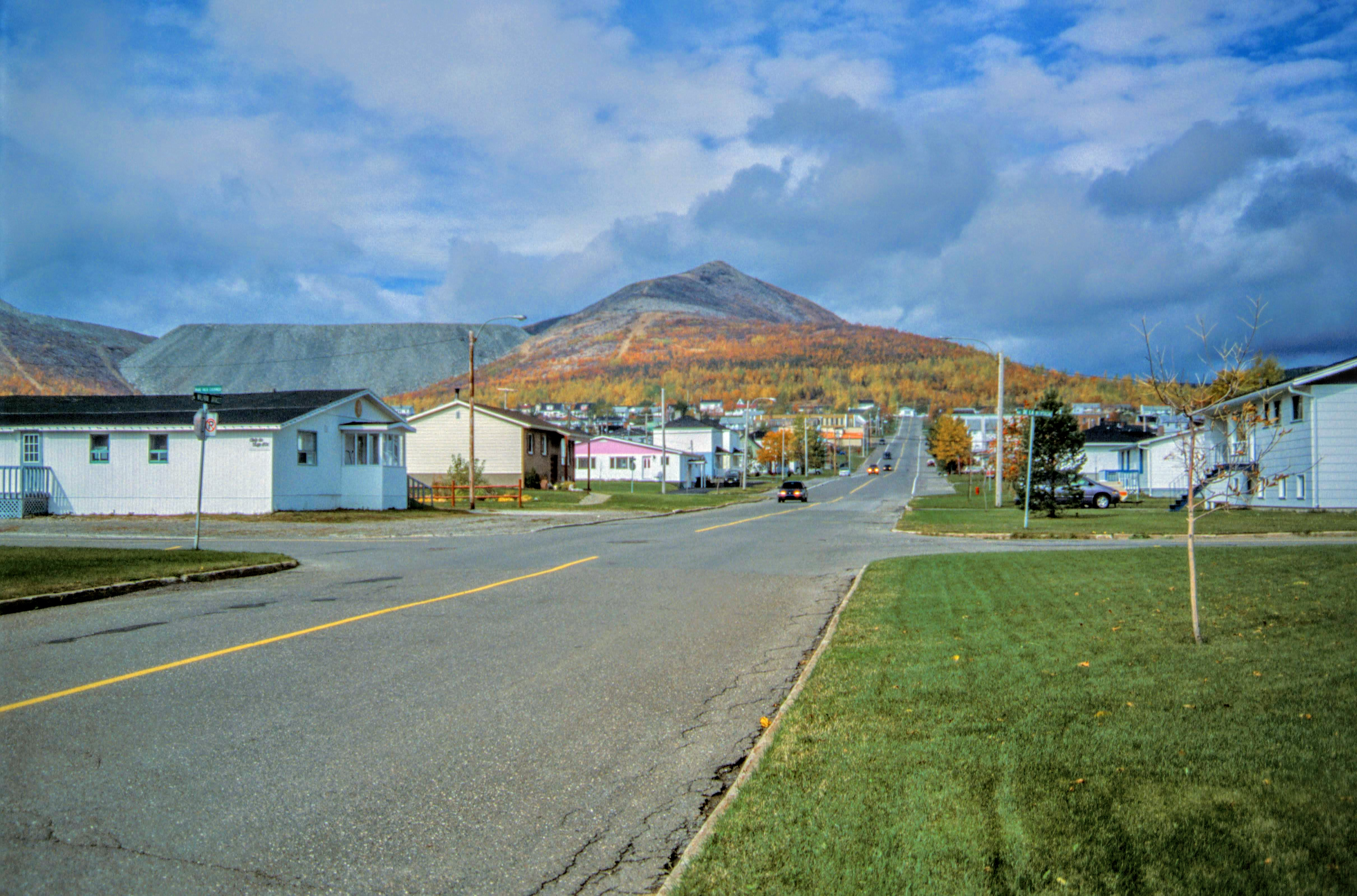
En 1957, une grève de mineurs à Murdochville (photo) marque un jalon important pour le mouvement syndical au Québec

Pour la FTQ et les autres organisation syndicales, la grève de Murdochville est une lutte hautement symbolique ; c'est une véritable « guerre » dans laquelle la reconnaissance du principe syndical est en jeu. Dès le 10 mars au soir, les installations de la Gaspé Copper cessent leurs activités; les travailleurs commencent leur piquetage qui durera jusqu'à la fin avril 1957. Le 25 avril 1957, une centaine de policiers armés sont dépêchés à Murdochville pour briser la ligue de piquetage et faire respecter une injonction limitant le piquetage accordé à la Gaspé copper. En juin, une seconde ligne de piquetage est érigée ; la pression augmente sur les grévistes qui sont victimes de menaces et de menaces d'évictions de l'employeur et de la répression policière. Moins du dixième des travailleurs en grève sont retournés au travail et la Gaspé Copper compte bien faire appel à des briseurs de grève. Le gouvernement Maurice Duplessis refuse de s'ingérer directement comme médiateur dans le conflit et justifie son inaction par l'illégalité de la grève. La FTQ somme au gouvernement provincial d'intervenir : 

« [...] Le ministre du Travail pourrait-il nous indiquer de quelle autre façon auraient pu agir les ouvriers à cause de l'action illégale de la compagnie? Devraient-ils se résigner à voir l'exercice de leur droit d'association enterré dans les dossiers poussiéreux de procédures soi-disant légales poursuivies à l'infini par une compagnie antisyndicale? »

— Lettre de la FTQ au ministère provincial du Travail , 27 juin 1957
Le 19 août 1957, plus de 500 grévistes entament leur « marche sur Murdochville ». Ils sont accueillis par une pluie de pierres lancés par les briseurs de grève. Le même jour, une centaine d'«agents de sécurité» de la Gaspé Copper saccagent le local du syndicat et renversent une douzaine de voitures; le gréviste Edgar Fortin meurt. Le jour suivant, le président de la FTQ Roger Provost déclare que «le piquetage est devenu insuffisant sous le présent régime [et qu'il] faudra passer à l'action politique directe » et accuse le gouvernement, la police et la compagnie d'avoir été de connivence directe pour organiser les violences du 19 août. Devant l'inaction persistante des gouvernements fédéral et provincial, des actions de soutien aux grévistes sont organisées dans plusieurs villes du Québec: une marche de 15000 travailleurs à Québec le 7 septembre, un bateau transportant du cuivre de la Gaspé Copper est mis hors de service à Montréal le 13 et un train de cuivre est intercepté à Chandler le 19. La grève continue jusqu'au 5 octobre quand près de 300 grévistes votent pour le retour au travail. Après la grève, la plupart des grévistes se retrouvent sans emploi, les briseurs de grève les ont remplacés. Les mineurs de Murdochville rejoindront les Métallos en 1965.
La première instance régionale résultante de la fusion est le Conseil du travail de Montréal formé le 13 mars 1958. Le 19 novembre 1960, à l'instar du CTC, le congrès de la FTQ donne son appui à la création du Nouveau Parti démocratique (NPD), nouveau parti politique fédéral social-démocrate.

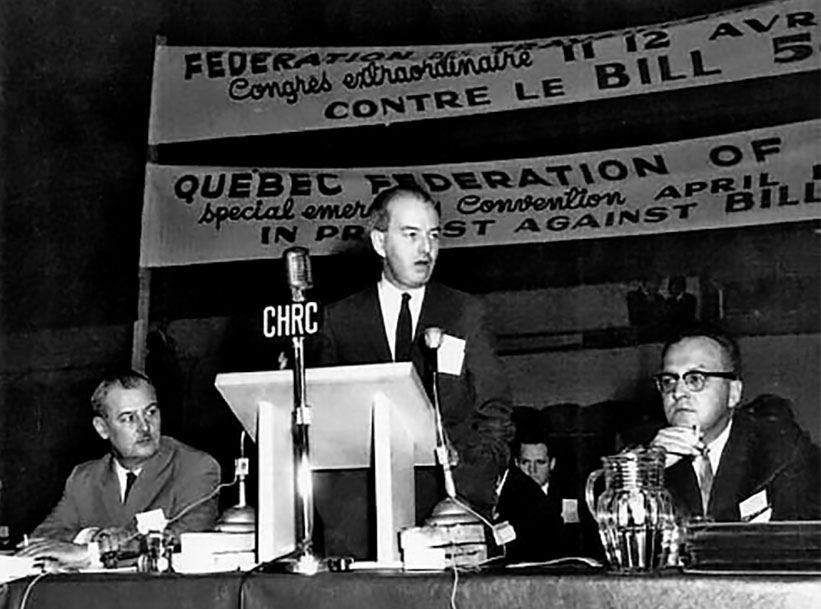
Roger Provost (au centre) et Louis Laberge (à droite) lors du Congrès extraordinaire contre le projet de Code du travail

Le Code du Travail est déposé à l'Assemblée législative le 5 juin 1963 par le ministre du Travail René Hamel. Ce projet de loi du gouvernement Lesage abolit les lois restrictives 19 et 20 et entend instaurer la retenue volontaire et révocable de la cotisation syndicale et le vote secret pour décider des grèves, entre autres mesures. En commission parlementaire le 18 juin, les dirigeants syndicaux Jean Marchand et Roger Provost s'opposent aux dispositions qui soustraient les fonctionnaires de l'État québécois, les avocats, les ingénieurs et médecins au droit de se syndiquer. Dans la presse ouvrière, les représentants des syndicats croient être parvenus à faire quelques gains comme le prélèvement à la source des cotisations syndicales par les employeurs, le droit de grève aux employés des transports et les communications et le droit à des négociations véritables pour les employés des commissions scolaires et des hôpitaux. L'adoption du projet de loi est repoussée à la session parlementaire suivante; plusieurs questions demeurent en suspens comme le vote secret et le droit d'affiliation des fonctionnaires provinciaux et membres des professions libérales.
La réforme du travail survient dans un contexte où plusieurs hôpitaux connaissent des grèves illégales d'infirmières; 1962 à l’Hôtel-Dieu et 1963 à Sainte-Justine. En janvier 1964, la seconde version du Code présentée à l'Assemblée législative comporte peu de modifications. En congrès à Québec le 11 et 12 avril 1964, les 2 164 délégués de la FTQ adoptent une résolution pour donner à l'exécutif le pouvoir de déclencher une grève générale si le Code du travail est insatisfaisant.
Le gouvernement Lesage plie et adopte la version finale du Code du travail le 22 juillet 1964. Les dispositions sur le vote secret et les références au Code civil sont retirées. Les avocats, les ingénieurs et médecins peuvent se syndiquer. Le droit de grève est reconnu aux employés des hôpitaux, des commissions scolaires et des municipalités. Le Code du travail québécois est à l'époque l'une des législations syndicales les plus progressives en Amérique du Nord.
En 1965, l'adoption de l'article 43 du Code du travail permet aux fonctionnaires de l'État québécois et aux enseignants de se syndiquer sous certaines conditions; ces restrictions seront élaborées dans la Loi de la fonction publique sanctionnée en 1965.
En juillet 1965, les postiers et facteurs de Montréal déclenchent une grève pour réclamer l'ajustement de leurs salaire à la moyenne industrielle canadienne. La grève s'étend à tout le pays et force le gouvernement canadien à réviser la Loi sur la fonction publique. Cette grève forcera également le gouvernement à mettre en place un régime de négociations collectives pour 260 000 fonctionnaires fédéraux en 1966.
Les réformes des lois du travail dans les législatures provinciales et fédérales entraînent au cours des années 1960 un bond de 10 % dans le taux de syndicalisation qui passe à 40 % ; le nombre de syndiqués passe de 375 000 à 700 000.

### Front commun et gouvernement René Lévesque
« Il faut casser le régime. »

— Louis Laberge, président de la FTQ, devant 13 000 travailleuses et travailleurs au forum de Montréal, 2 novembre 1971
.
En 1971, éclate un conflit de travail au journal La Presse propriété de Paul Desmarais depuis 1967. Le 19 juillet 1971, 350 employés, principalement des typographes, sont mis en lockout. Les onze syndicats du journal affiliés à la FTQ et à la CSN font front commun et parviennent grâce à une escalade des moyens de pression à faire arrêter la parution du journal le 27 octobre 1971. Le front commun organise une manifestation de solidarité le 29 octobre dans le centre-ville de Montréal qui rassemble plus de 15 000 manifestants. Une échauffourée éclate avec la police; plus de 190 manifestants sont blessés et l'étudiante et militante féministe Michèle Gauthier meurt asphyxiée.
En 1972, la section locale 568 de la Fraternité internationale des ouvriers en électricité, un syndicat américain, devient la Fraternité interprovinciale des ouvriers en électricité (FIPOE), un syndicat québécois affilié à la FTQ.
Le 14e congrès de la FTQ se tient à Québec du 1er au 5 décembre 1975 dans un contexte pré-électoral. Lors d'un discours, le président de la FTQ Louis Laberge invite les membres de la FTQ à militer pour défaire les libéraux de Robert Bourassa à Québec et Pierre Elliott Trudeau à Ottawa. À l'instar du syndicat des Métallos qui se prononce pour l'appui au Parti québécois, Laberge recommande aux membres de militer avec le Parti québécois qu'il décrit comme la « seule formation [capable de battre les libéraux et] sympathique dans son programme et dans son action quotidienne aux aspirations des travailleurs ».
Le Parti québécois bénéficie de l'appui tactique de la FTQ et remporte l'élection de 1976.
La FTQ-Construction est fondée le 4 décembre 1980, elle est le résultat de la désaffiliation progressive de plusieurs syndicats de la construction dit internationaux avec leur pendants américains et une volonté de lutter contre les éléments criminels à l'intérieur de certains locaux. La FTQ-Construction devient au fil du temps le plus grand syndicat de la construction au Québec.

### Reférendums et la vague néolibérale
Au cours des années 1982 et 1983, le gouvernement René Lévesque fait passer successivement les lois 70, 105 et 111; trois lois antisyndicales. La loi 70 ou Loi concernant la rémunération dans le secteur public, sanctionnée le 23 juin 1982, permet au gouvernement de couper les salaires de tous les employés de l'État de 20 %, pendant trois mois, soit du 1er janvier au 31 mars 1983 et de suspendre le droit de grève dans le secteur public et parapublic jusqu'en décembre 1985. La loi 105, sanctionnée le 11 décembre 1982, impose pour 3 ans 109 conventions collectives aux 300 000 employés de la fonction publique. Finalement, la loi 111, sanctionnée le 17 février 1983, met en veille la Charte des droits et libertés de la personne, ordonne le retour au travail sous peine de congédiement discrétionnaire, de perte d'ancienneté et de salaire ainsi que la suspension des droits syndicaux.
Le 23 juin 1983, la FTQ fonde le Fonds de solidarité des travailleurs du Québec à la suite de la sanction de la Loi constituant le fonds de solidarité des travailleurs du Québec par l'Assemblée nationale. Première en Amérique du Nord, le fond est destiné à favoriser le maintien de l'emploi, la création de l'emploi, l'amélioration des conditions de travail et le développement  économique au Québec.

### Histoire récente
À la fin août 2013, deux grand syndicats pancanadiens affiliés à la FTQ au Québec, les Travailleurs canadiens de l'automobile (TCA) et le Syndicat canadien des communications, de l'énergie et du papier (SCEP) fusionnent pour devenir Unifor.
Le 29 novembre 2013, après la démission de Michel Arsenault, 1 400 délégués de la FTQ élisent Daniel Boyer à la présidence de la centrale.
La FTQ fait partie, avec la CSN, la CSQ et l'APTS, du Front commun intersyndical de 2023, qui organise une série de grèves à l'automne 2023. La FIQ, qui ne fait pas partie du Front commun, organise parallèlement ses propres journées de grève. Enfin, la FAE est depuis le 23 novembre en grève générale illimitée.

## Domaine d'activité et d'autorité de la FTQ

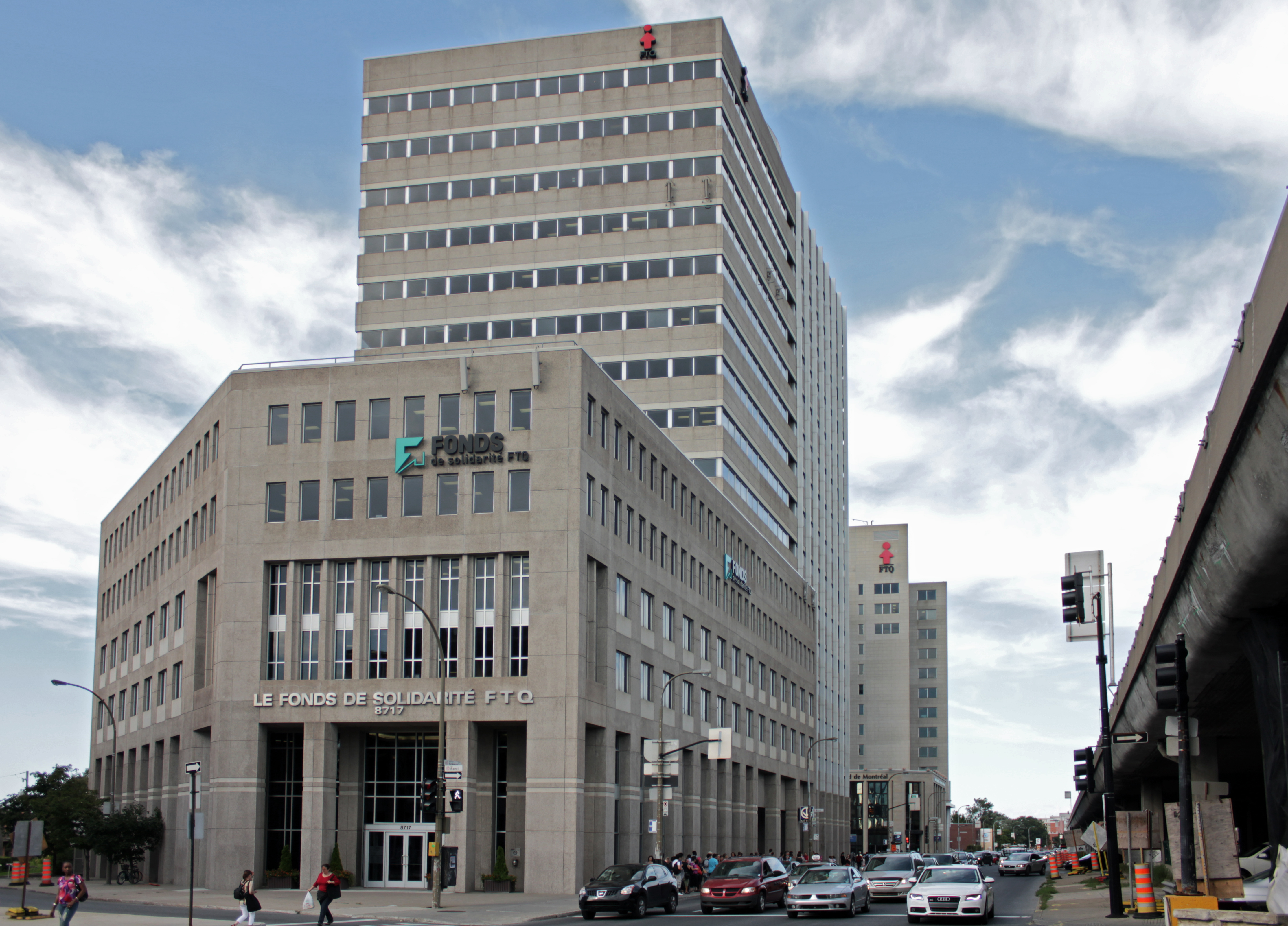
Le Complexe FTQ à Montréal

### Défense des conditions de travail et du syndicalisme
La Fédération des travailleurs du Québec veut faire la promotion des intérêts professionnels de ses syndicats affiliés et des travailleurs et travailleuses du 
Québec.
La FTQ vise à défendre les principes du syndicalisme libre et travaille à l’expansion du syndicalisme au Québec.

### Militantisme politique et économique
La FTQ souhaite l'instauration d'un régime de « justice sociale, de dignité de l’individu et de liberté démocratique au Québec » et encourage ses membres à « participer à la vie politique sous toutes ses formes et assurer une présence prépondérante des travailleurs et travailleuses partout où des décisions sont prises en leur nom ».
La FTQ invite également ses membres à « militer au sein de regroupements populaires ou de partis politiques susceptibles d’engendrer par leur action un changement en profondeur de l’organisation de la société dans l’intérêt des travailleurs et travailleuses ».
Elle encourage aussi l’achat de produits de fabrication syndicale et l’usage de services assurés par des personnes syndiquées.

#### L’État, rouage de notre exploitation
En 1971, la FTQ fait paraître le manifeste L’État, rouage de notre exploitation qui critique ouvertement les politiques de subvention de l’État canadien et de l’État québécois qui soutiennent uniquement à l’entreprise privée

### Solidarité internationale
La FTQ est une organisation pacifiste qui milite pour la « paix dans le monde ». La Fédération des travailleuses et des travailleurs du Québec a milité contre l'Apartheid en Afrique du Sud depuis ses tout débuts en appuyant diverses campagnes de boycott. Le Conseil régional FTQ du Montréal métropolitain appuie actuellement le mouvement Boycott, désinvestissement et sanctions contre Israël.

## Structure et fonctionnement

### Organisation
Au cours des années, la FTQ a développé une certaine autonomie organisationnelle par rapport au Congrès du travail du Canada. Les sections locales affiliés à des syndicats québécois, canadiens et nord-américains sont unies sur une base volontaire au sein de la FTQ. Comme centrale syndicale, la FTQ possède très peu de pouvoirs sur ces affiliés; elle agit principalement pour la coordination et l'arbitrage entre ses syndicats affiliés et pour défendre et mettre de l'avant leurs revendications politiques.

#### Syndicats affiliés

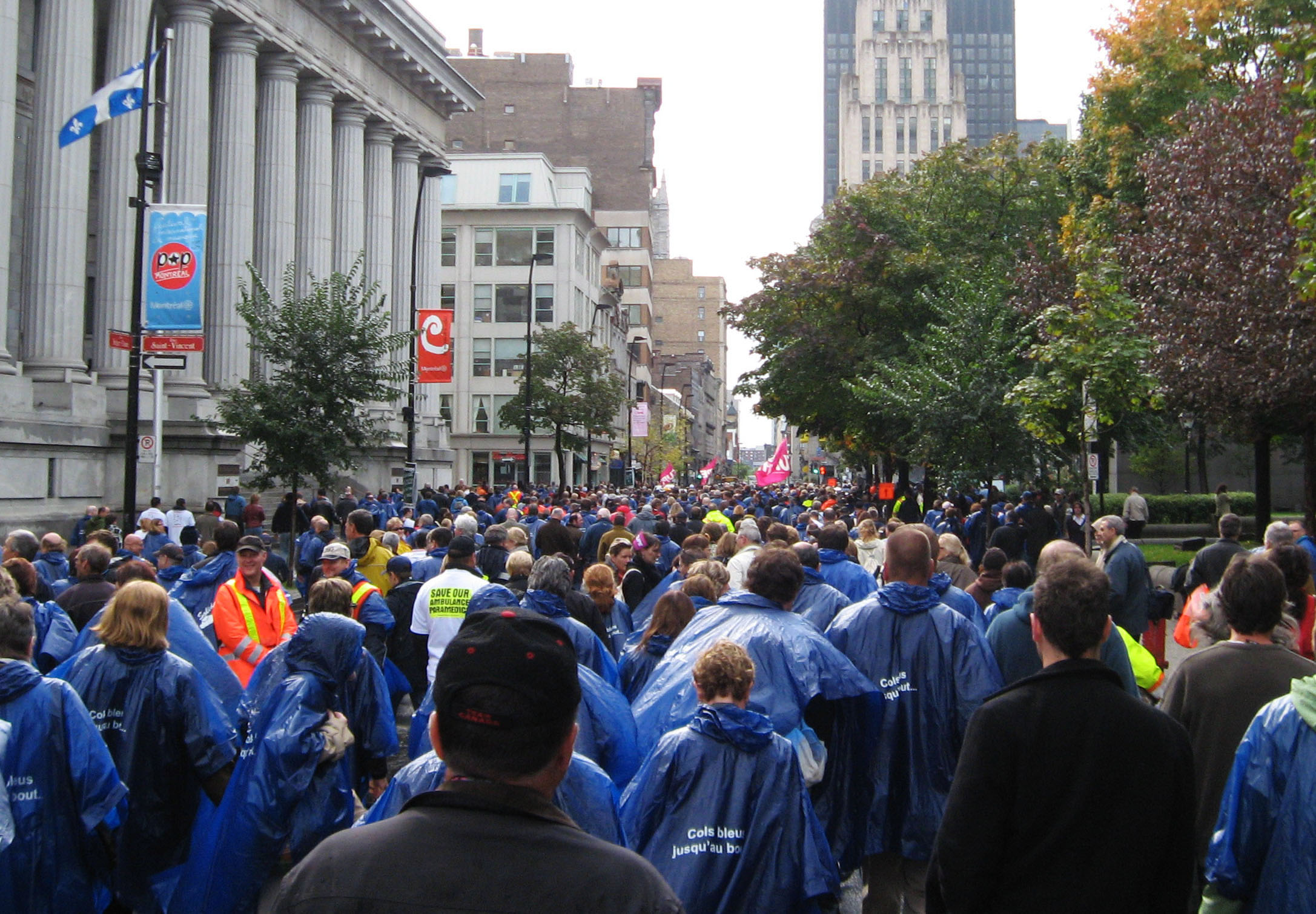
Manifestation des cols bleus de la ville de Montréal (SCFP-301) en octobre 2009

Les 36 syndicats affiliés sont les instances les plus puissantes de la FTQ. Leurs cultures organisationnelles varient grandement mais ils possèdent sensiblement les mêmes pouvoirs.
Les syndicats affiliés perçoivent les cotisations syndicales, administrent les fonds de grève et sont à l'avant plan des négociations et des campagnes de syndicalisation. Certains syndicats affiliés peuvent mettre leurs sections locales sous tutelle, signer les conventions pour elles et peuvent posséder un droit de veto sur les prestations des grévistes.
Les syndicats affiliés à la FTQ représentent les employés de plusieurs lieux de travail, notamment Hydro-Québec, Bell Canada, dans l’alimentation et le commerce (Métro, Provigo, RONA, Réno-Dépôt, Archambault, Renaud-Bray, etc.), dans l’automobile, l’aérospatiale et la métallurgie (Bombardier, Ispat-Sidbec…), dans les assurances et les institutions financières (Banque Laurentienne, Mouvement Desjardins), dans les hôpitaux et les centres d’accueil, dans la majorité des municipalités, dans les institutions d’enseignement et dans la majorité des sociétés d’État et organismes publics québécois, incluant plusieurs groupes de professionnels.
La FTQ compte également des syndicats d'employés du gouvernement fédéral (fonctionnaires, personnel des postes…), dans la construction, les pâtes et papiers, les communications (Vidéotron, TVA, Radio-Canada…), les transports (urbain, aérien, camionnage, chemins de fer…) et le secteur culturel (Union des artistes, Guilde des musiciens et musiciennes). De plus, on retrouve la FTQ dans des milliers de petites et moyennes entreprises : textile et vêtement, meuble, boulangerie, imprimerie, produits chimiques et électriques, agences de sécurité, entretien ménager, hôtellerie et restauration, aide domestique, ressources familiales et intermédiaires…
| Nom | Domaines d'activité | Unités de base         | Nombre de membres au Québec           |
| --- | --- | ---------------------- | ------------------------------------- |
| Syndicat canadien de la fonction publique (SCFP)                                                                    | Communications, Services sociaux, Éducation, Hydro-Québec, Municipalités, Transport aérien, Transport en commun | 500 syndicats affiliés | 111 000                               |
| Unifor Québec | Aérospatial, Aluminerie, Communication, Énergie, Papier, Télécommunications, Transformation du bois, Transport | 33 syndicats affiliés  | 55 000                                |
| FTQ-Construction | Construction | 17 sections locales    | 69 914                                |
| Syndicats des Métallos                                                                                              | Assurances, Énergie, Entretien ménager, Finance, Hôtellerie, Imprimerie, Métallurgie, Meuble, Pâtes et papiers, Produits chimiques et électriques, Recyclage, Restauration, Sécurité, Textile et vêtement, Télécommunications, Transports et manutention | 200 syndicats affiliés | 59 000                                |
| Travailleurs et travailleuses unis de l’alimentation et du commerce (TUAC)                                          | Alimentation, Assurances, Commerce de détail, Finance, Hôtellerie, Imprimerie, Restauration, Santé, Sécurité, Textile et vêtement, Télécommunications, Transports et manutention et Entreposage et distribution                                          | 5 syndicats affiliés   | 54 200 (2018),                        |
| Teamsters Québec | Alimentation, Buanderie, Cimenteries, Hôtellerie, Industrie pharmaceutique, Industrie manufacturière, Livraison, Restauration, Textile et vêtement, Transports                                                                                           | 6 syndicats affiliés   | 35 000                                |
| Alliance de la fonction publique du Canada (AFPC)                                                                   | Fonction publique, Recherche publique, Université, Sécurité | 23 syndicats affiliés  | 35 800                                |
| Syndicat québécois des employées et employés de service (SQEES-298)                                                 | Santé et des services sociaux, résidences privées pour personnes âgées, centres de la petite enfance, transport scolaire | ...                    | 25 000                                |
| Association internationale des machinistes et des travailleurs et travailleuses de l’aérospatiale (AIMTA)           | Aérospatial, transport aérien, industrie ferroviaire, produits électro-ménagers, métallurgie, industries diverses | ...                    | 15 000                                |
| Syndicat des employées et employés professionnels-les et de bureau (SEPB)                                           | Institutions financières, services publics, organismes gouvernementaux, municipalités, commissions scolaires et autres établissements d’enseignement, diverses compagnies et institutions                                                                | ...                    | 14 000                                |
| Syndicat des travailleurs et travailleuses des postes (STTP)                                                        | Postes Canada | 34 sections locales    | 10 500                                |
| Union des employés et employées de service (UES-800)                                                                | Services de soutien scolaire, l’entretien ménager, le secteur industriel (métallurgie et plastic), l’hôtellerie et la restauration. | ...                    | 20 000                                |
| Institut professionnel de la fonction publique du Canada                                                            | Fonction publique du Canada | ...                    | ~ ?                                   |
| Union des artistes (UDA)                                                                                            | annonces commerciales, cinéma, disque, doublage, scène et télévision | ...                    | 7 400 membres actifs 4 000 stagiaires |
| Syndicat international des travailleurs et travailleuses de la boulangerie, confiserie, tabac et meunerie (SITBCTM) | Boulangerie, sucre, biscuits, gâteaux, croustilles, craquelins, pâtes alimentaires, gomme, bonbons, produits dérivés du tabac, etc. | ...                    | 6 000                                 |
| Guilde des musiciens et musiciennes du Québec (GMMQ)                                                                | Musiciens et musiciennes professionnels | ...                    | 3 200                                 |
| Syndicat des pompiers et pompières du Québec (SPQ)                                                                  | Pompiers et pompières | ...                    | 3 800                                 |
| Alliance internationale des employés de scène, de théâtre et de cinéma (AIEST)                                      | Industrie du spectacle, Industrie du cinéma | ...                    | 1 800                                 |
| Union internationale des travailleurs du verre, mouleurs, poterie, plastique et autres (VMP)                        | ... | ...                    | 800                                   |
| Fraternité des travailleurs et travailleuses du préhospitalier du Québec (FTPQ- 592)                                | Ambulanciers | ...                    | 600                                   |
| Association internationale des débardeurs (AID)                                                                     | Débardeurs | ...                    | ~ ?                                   |
| Association unie des plombiers, tuyauteurs et soudeurs (AU)                                                         | Plombiers, tuyauteurs, soudeurs | 5 locaux au Québec     | ~ ?                                   |
| Institut professionnel de la fonction publique du Canada (IPFPC)                                                    | ... | ...                    | ~ ?                                   |
| Syndicat canadien des officiers de marine marchande (SCOMM)                                                         | ... | ...                    | ~ ?                                   |
| Fraternité unie des charpentiers et menuisiers d'Amérique                                                           | ... | ...                    | ~ ?                                   |
| Travailleurs unis des transports (TUT)                                                                              | ... | ...                    | ~ ?                                   |

#### Conseils régionaux
Les conseils régionaux représentent la FTQ en région et s'assurent de l'implantation et du respect de ses politiques et orientations.

#### Section locale
La section locale possède peu d'autonomie au sein de la FTQ. Elle appartient au syndicat affilié qui possède les accréditations et négocie les conventions collectives. La section locale reçoit sa part des cotisations du syndicat.

### Dirigeants
| Années    | Président        | Secrétaire général |
| --------- | ---------------- | ------------------ |
| 1957-1964 | Roger Provost    | Roméo Mathieu      |
| 1964-1968 | Louis Laberge    | Gérard Rancourt    |
| 1968-1969 | Louis Laberge    | Claude Mérineau    |
| 1969-1991 | Louis Laberge    | Fernand Daoust     |
| 1991-1993 | Fernand Daoust   | Clément Godbout    |
| 1993-1998 | Clément Godbout  | Henri Massé        |
| 1998-2007 | Henri Massé      | René Roy           |
| 2007-2010 | Michel Arsenault | René Roy           |
| 2010-2013 | Michel Arsenault | Daniel Boyer       |
| 2013-2023 | Daniel Boyer     | Serge Cadieux      |
| 2023-     | Magali Picard    | Denis Bolduc       |